# Mátyus Néptánccsoport
A Mátyus Néptánccsoport 1993-ban alakult Felsőszeliben. Munkáját a Csemadok helyi szervezete alatt kezdte meg, majd a FIKUSZ (Fiatalok Kulturális Szervezete) művészeti csoportjaként folytatta. A tánccsoport célja a magyar néptánc megismertetése és megkedveltetése a felsőszeli és a környékbeli fiatalokkal, a magyar kultúra ápolása és a nemzeti értékek továbbadása.

## A tánccsoportról
Nevét Mátyusföldről kapta, arról a néprajzi tájegységről, ahol székhelye, Felsőszeli található. A tánccsoport a TÁNCFÓRUM (Szlovákiai Magyar Néptáncosok Szakmai Egyesülete) tagja.
A tánccsoport 2025-ben 110 taggal, egyre bővülő népviseletgyűjteménnyel és számos koreográfiával dolgozik. Nemcsak a helyi mátyusföldi tájegység táncait dolgozzák fel, repertoárjuk a Kárpát-medence számos tájegységéből merít. Koreográfiáikat néprajzi gyűjtésekből, szakemberek segítségével állítják össze. Zenei kíséretet a Bendő és a Bicskás zenekarok biztosítják számukra.

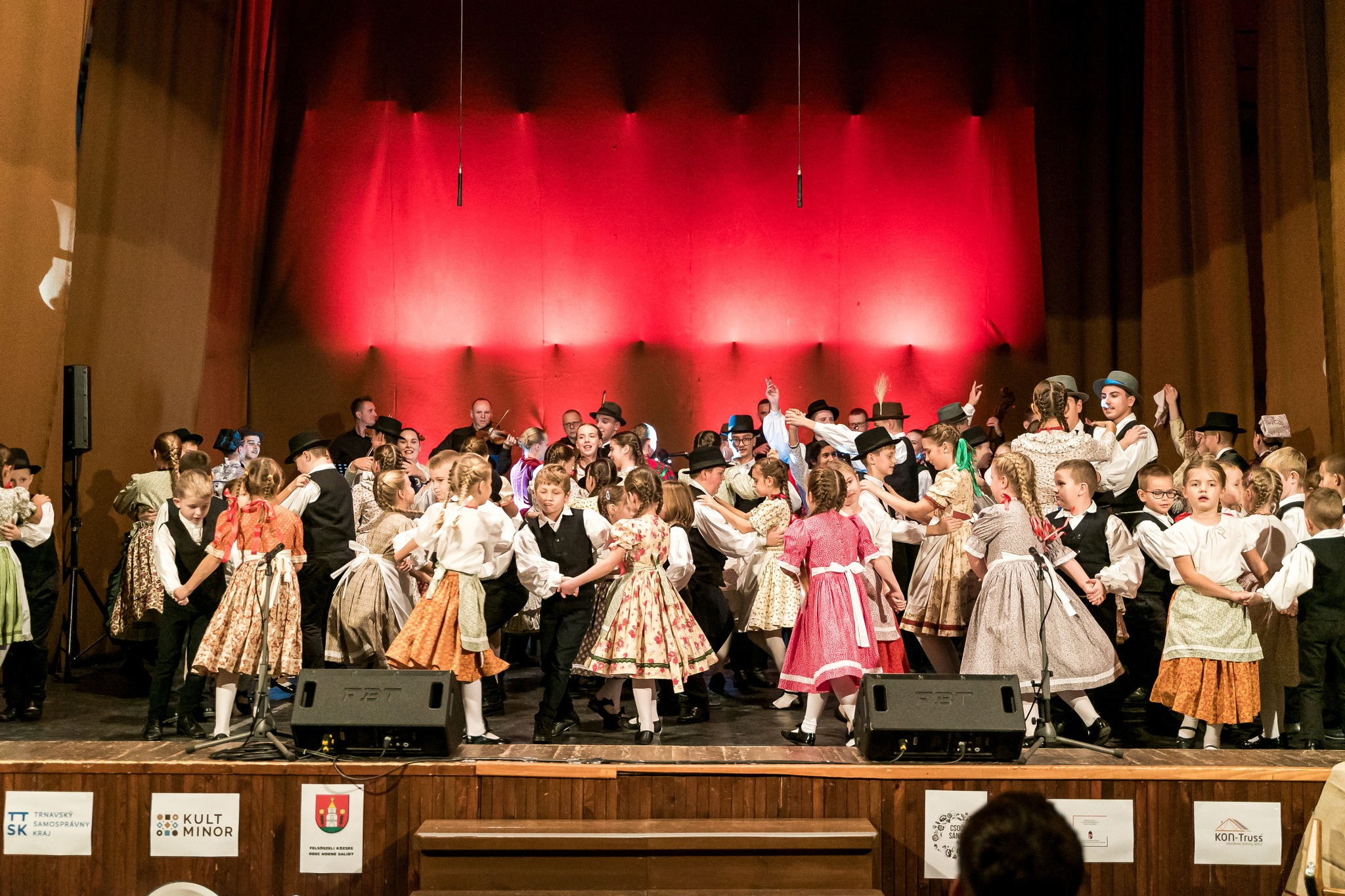
A Mátyus Néptánccsoport gálaműsora a XI. Felsőszeli Találkozón

A Mátyus jelenleg néptáncműhelyként működik. A felsőszeli Széchenyi István Alapiskola és Óvodával együttműködve öt korosztálynak kínál foglalkozásokat:
- Totyogók - az óvodások csoportja
- Tipegők - az alapiskola 1-2. osztályosainak csoportja
- Topogók - az alapiskola 3-4. osztályosainak csoportja
- Höcögők - az alapiskola felső tagozatosainak csoportja
- Mátyus - a középiskolások, egyetemisták és felnőttek csoportja.

A felépítésnek köszönhetően stabil az állandó utánpótlás a csoportokban.

## Története
Felsőszeliben már az 1950-es évektől kezdve voltak különböző kezdeményezések tánccsoport alakítására. A Mátyus előde, a Mátyusföldi Nyíló Rózsa tánccsoport volt, mely az 50-es évek elején kezdte meg működését Gálik István vezetésével. Felsőszeliben 1984 és 1992 között szünetelt a néptánc művelése.

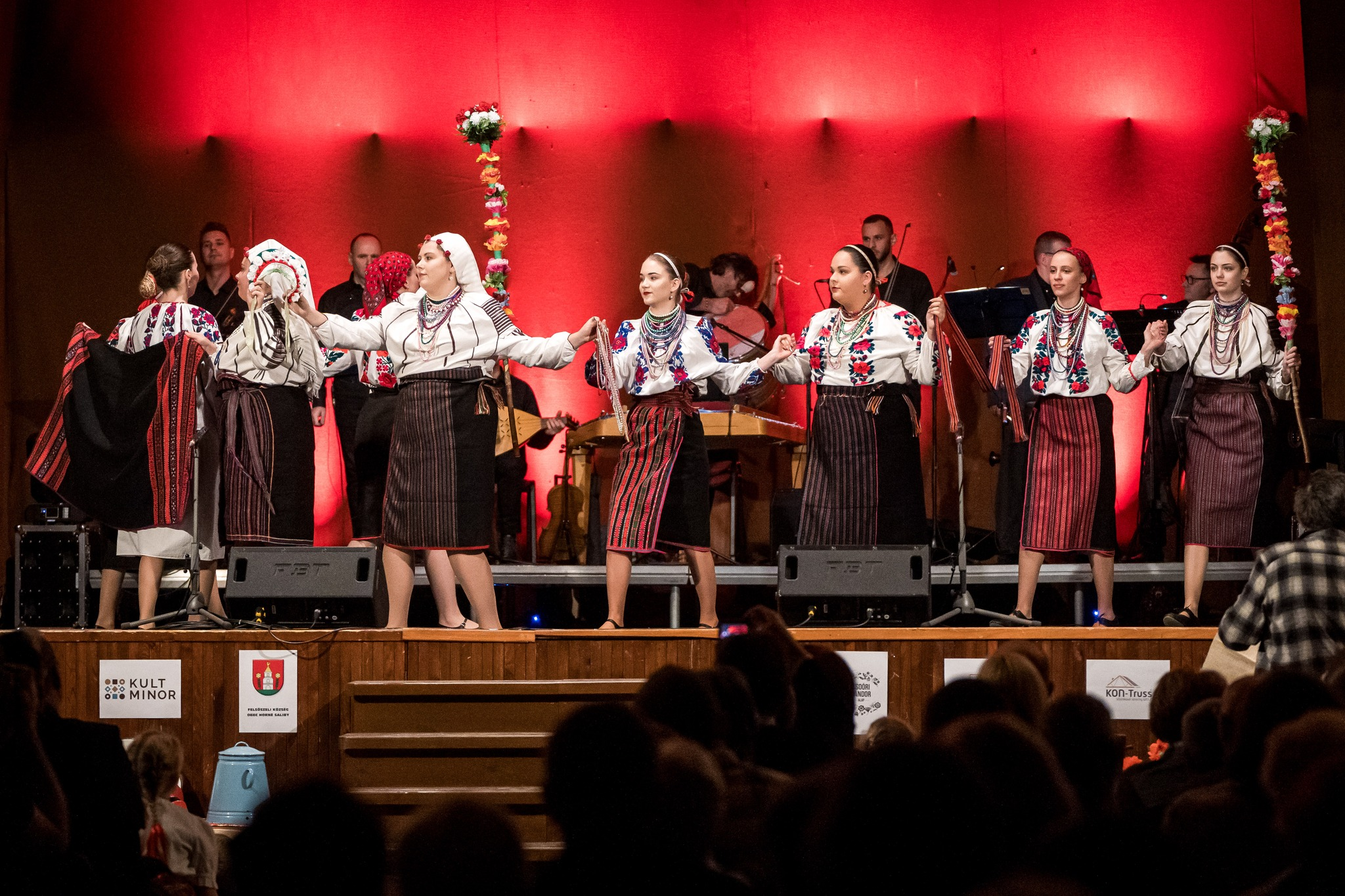
A lányok moldvai koreográfiája

1992-ben egy lelkes lányokból álló csoport karikázót tanult be, a következő évben pedig fiúkat is toboroztak maguk mellé. Így alakult meg a jelenlegi formájában ismert Mátyus 1993-ban Simkó Mária vezetésével, és a Csemadok helyi szervezete alatt működött.
A vezetést Molnár Beáta vette át 2006-ban, a tánccsoport ebben az évben vált a FIKUSZ (Fiatalok Kulturális Szervezete) művészeti csoportjává.
A Mátyus 2019 óta rendelkezik művészeti vezetővel, Domján Máté Sándor személyében. Előtte különböző vendégoktatókat hívott meg a különböző tánclépések és koreográfiák betanítására.
A tánccsoport jelenlegi művészeti vezetője Molnár Beáta, szakmai vezetője pedig Domján Máté Sándor.

## Fellépéseik
A Mátyus Néptánccsoport a helyi és regionális kulturális rendezvények rendszeres fellépője. Évente részt vesznek a felsőszeli májfaállításon, juniálison és szüreti felvonuláson, valamint szívesen tesznek eleget meghívásoknak a környékbeli falunapokra.
Több éve fellépői az Országos Népművészi Fesztiválnak, a komáromi Verbunk Napjának és az alsószeli Jurtanapoknak. Az évente megrendezésre kerülő Felsőszeli Találkozón gálaműsort adnak, melyet hajnalig tartó táncház követ.
A tánccsoport külföldön sem ismeretlen. Két alkalommal is meghívást kaptak a pécsi Határon Túli Magyarok Fesztiváljára. Legutóbb 2024 nyarán a szabadkai Interno Fesztiválon képviselték Szlovákiát.

## Eredményeik
A Mátyus 2021-ben vált minősített tánccsoporttá. Ekkor mérettették meg magukat a TáncPódium 2021/2022-es szériájában, amikor a Szlovákiai Magyar Néptáncosok Szakmai Minősítő Gálájának elődöntőjébe jutottak.
Fennállásának 30. évfordulója alkalmából az elsők között vette át a Csemadok érdemes művészeti csoportja címet.

## Hagyományőrző tevékenységük

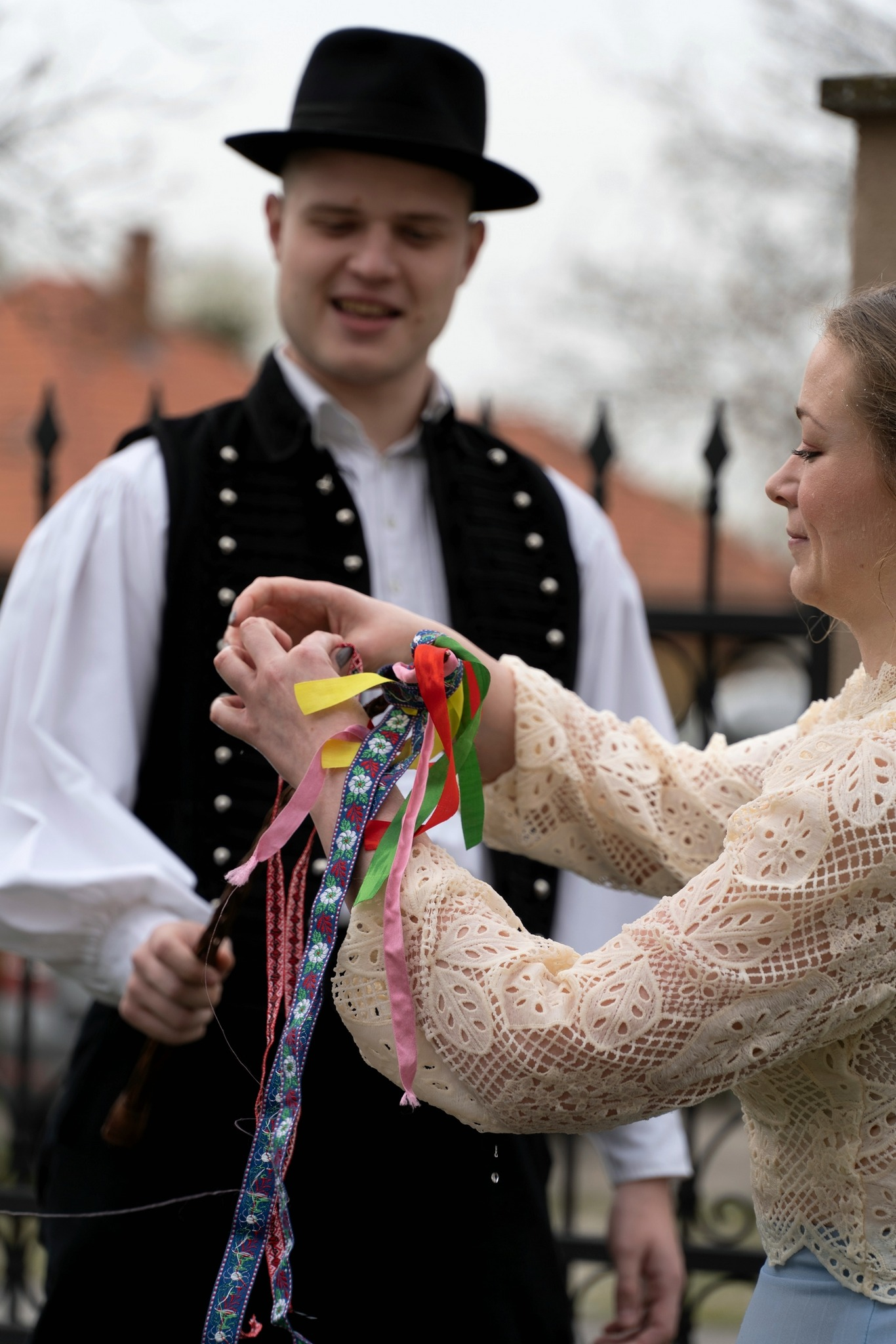
húsvéti hagyományok ápolása

A Mátyusban nem csupán a táncra, hanem a szokások és hagyományok ápolására is nagy hangsúlyt fektetnek. Céljuk, hogy a fiatalok ne csak megismerjék, hanem tovább is adják az évszázados népi örökségeket.
Ezért minden áprilisban, húsvéthétfő napján a fiúk hajnalban felkerekednek, hogy viseletbe öltözve a hagyomány szerint vödörrel locsolják meg a lányokat, akik különféle finomságokkal várják őket otthonaikban.
Decemberben pedig, advent 3. vasárnapján a mendikálás hagyományát keltik életre. A mendikálók magyar népviseletbe öltözve, énekszóval és tánccal járják végig a falu utcáit, megállva a házak előtt, ahol a lakók örömmel fogadják őket. A betlehemezés hagyományait idéző játék és a fiatalok lelkesedése ünnepi hangulatot varázsol minden udvarra és térre, ahol megfordulnak.